# Roger Griffin

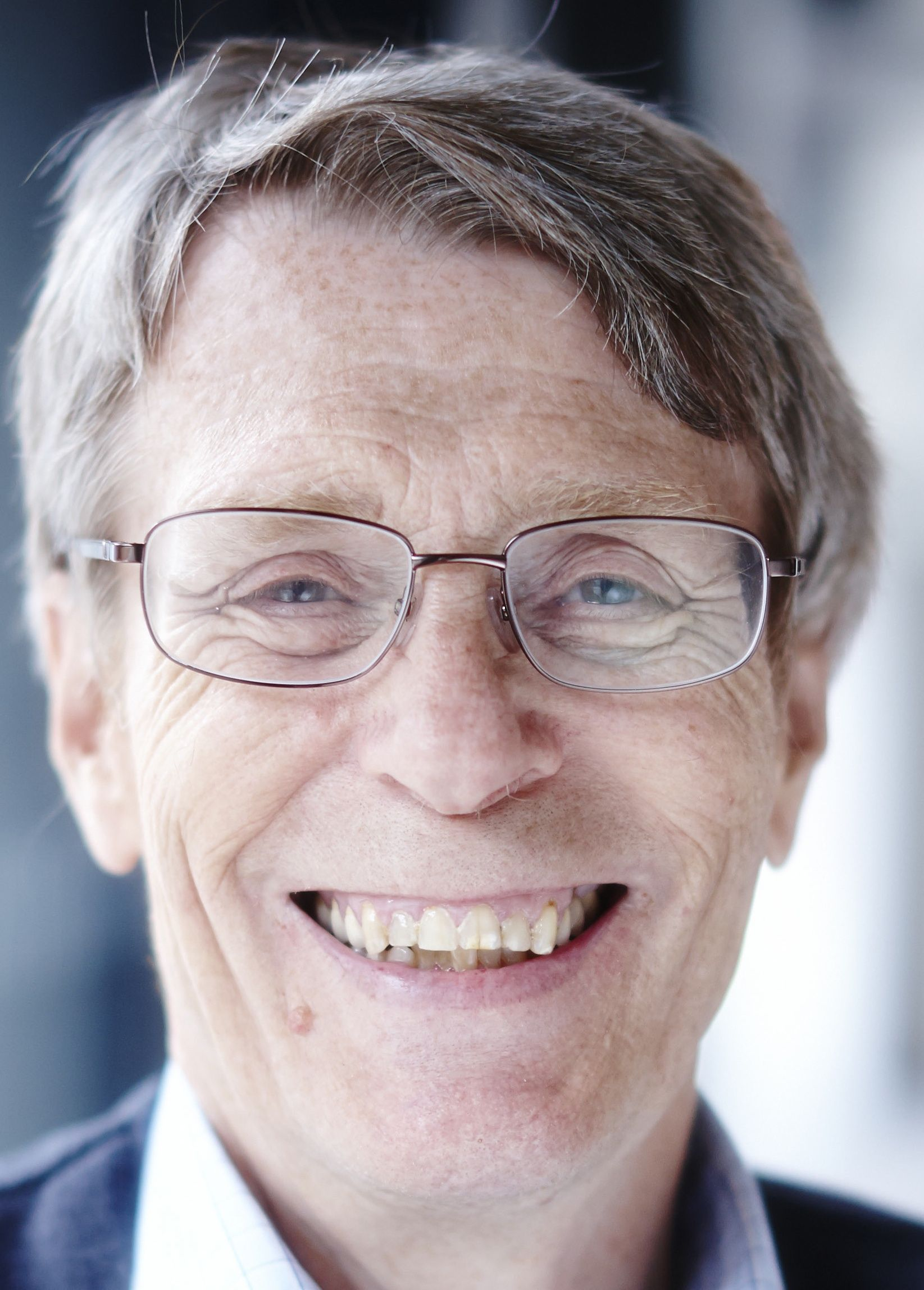
Roger Griffin (2013)

Roger D. Griffin (* 31. Januar 1948) ist britischer Professor für Zeitgeschichte an der Fakultät für Geisteswissenschaften der Oxford Brookes University in England und zählt zu den weltweit meistbeachteten Faschismusforschern der Gegenwart.
In seiner grundlegenden Monographie The Nature of Fascism (1991) entwickelt er einen generischen Faschismusbegriff und stellt eine hermeneutische Interpretation von Entstehung und Aufstieg des Faschismus vor.

## Griffins Faschismusbegriff

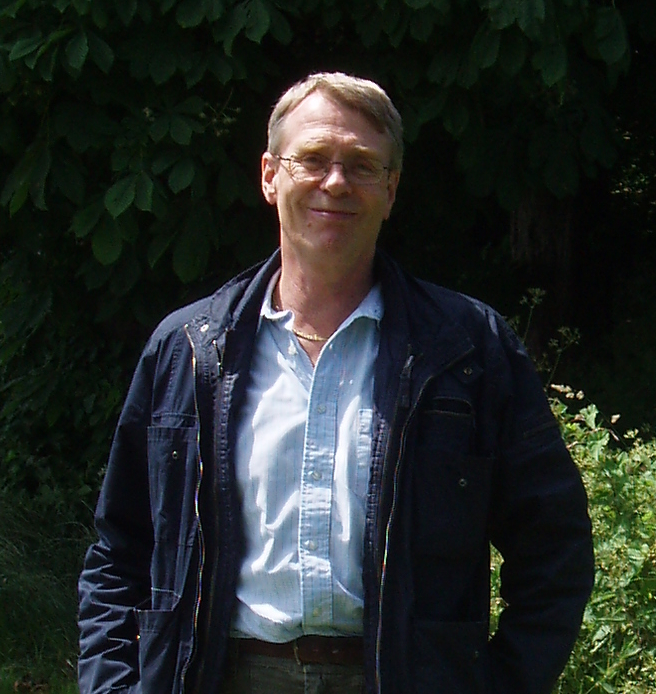
Roger Griffin (2008)

Griffin definierte Faschismus 1991 als eine populistisch-ultranationalistische und auf eine Neugeburt (Palingenese) ausgerichtete Ideologie: „Fascism is a political ideology whose mythic core in its various permutations is a palingenetic form of populist ultra-nationalism.“ [Faschismus ist eine politische Ideologie, deren mythischer Kern in ihren verschiedenartigen Veränderungen eine palingenetische Form eines populistischen Ultra-Nationalismus ist.] Richard Thurlow meint, dass mit dieser Definition von einem „neuen Konsens“ (new consensus) in der Faschismusforschung die Rede sein könne.
Griffins Faschismusbegriff zielt auf die Kernelemente faschistischer Ideologie, schließt bewusst periphere Charakteristika einzelner Faschismusspielarten aus und beschreibt einen Idealtypus. Gemäß Griffin ist der „utopische Antrieb“ des Faschismus, das vermeintliche „Problem der Dekadenz“ durch eine „radikale Erneuerung der Nation“ bzw. eine nationale Revolution lösen zu wollen. Die Nation wird dabei als „organisches Ganzes“ und als höchstes Prinzip verstanden. Die allumfassende „Neugeburt“ der Nation stellt den „mythischen Kern“ (verstanden als jene allen Ideologien eigene Grundidee, die deren Anhänger antreibt) der Zukunftsvision des Faschismus dar.
Die Besonderheit der Faschismustheorie Griffins, die den Arbeiten von Juan Linz, Eugen Weber und insbesondere George L. Mosse, Emilio Gentile, Stanley Payne sowie Roger Eatwell nahesteht, liegt in dem Ansatz, „den Mythos der nationalen Neugeburt zum Zentrum des gezielt als Idealtypus konstruierten Faschismus-Begriffs“ (Griffin) zu machen. Neu an der Definition ist, dass Griffin im Gegensatz zu Definitionen des Faschismus als antiliberal, antikommunistisch, antikonservativ etc., wie beispielsweise bei Juan Linz und Stanley Payne, den Faschismusbegriff hier inhaltlich, also positiv bestimmt.
Da Griffins Definition auf den ideologischen Kern des Faschismus ausgerichtet ist und zunächst dessen institutionelle Manifestationen, politische und soziale Praxis sowie einzelne historische Erscheinungsformen wie Führerkult, Paramilitarismus etc. vernachlässigt, behandelt er Faschismus wie andere politische Ideologien, also genau so wie Liberalismus, Sozialismus oder Konservatismus. Damit wird nach Griffin ein politisches Phänomen auch dann als „faschistisch“ erkenntlich, „wenn es nur im embryonalen Zustand im Kopf eines Ideologen und ohne Ausdruck in einer politischen Partei, geschweige denn einer Massenbewegung, existiert“.
In seiner Definition des Faschismus greift Griffin die Selbstdefinitionen des Faschismus auf, betrachtet dessen Mentalität und die kulturellen Aspekte des Faschismus und stellt hier die Charakteristik des Faschismus heraus:
Von zentraler Bedeutung sind die drei Elemente radikaler Nationalismus, Popularität und pseudoreligiöse Sakralität. Er bezieht sich vor allem auf die faschistische Mentalität, nimmt die Selbstdeutungen der Faschisten ernst und stellt die kulturellen Elemente in das Zentrum seiner Betrachtung. Von nachrangiger Bedeutung sind bei dieser Definition des Faschismus hingegen die institutionellen Strukturen, der organisatorische Aufbau, die soziale Basis und die sozioökonomischen Funktionen des Faschismus. Sven Reichardt (2007)
Mit seiner „konzisen“ Definition, die nach Griffins Aussage noch nicht den „Praxistest“ bestanden habe, bezieht sich der Oxforder Historiker auf Anforderungen unterschiedlicher Faschismusforscher:
In der Tat hat Griffin die Formulierung eines faschistischen Minimums von Ernst Nolte übernommen, das idealtypische Verfahren lehnt sich an Stanley Paynes Definition an, den für den Faschismus typischen Mythos vom Neuen Menschen hat George L. Mosse zuerst 1966 formuliert und der Bezug auf die Palingenese wurde von Emilio Gentile schon 1975 hervorgehoben. Sven Reichardt (2007)
Vor diesem Hintergrund spricht Sven Reichardt vom Wissenschaftszentrum für Sozialwissenschaften in Berlin bei der Definition Griffins weniger von einem „neuen Konsens“ aus, sondern von einer „Konvergenzthese“. Reichardt fasst die Kritik (die vorrangig von deutschen und marxistischen Forschern formuliert wird) an der Definition Griffins zusammen, die sich trotz dieser Konvergenz als wenig „tragfähig“ erweise:
Trotz dieser Einbettung in vielfältige Forschungstraditionen haben sich einige gewichtige Zweifel gegenüber der Tragfähigkeit dieser Definition Griffins ergeben. Die Überbetonung der nur vage definierten „nationalen Wiedergeburt“ reduziert den Faschismus auf eine Form der politischen Religion, wobei erklärungsbedürftig bliebe, warum, trotz dieses Anspruchs, der Faschismus die Kirche keineswegs ersetzen wollte, sondern zumeist eng mit ihr kooperierte. Zweitens bleibt der Versuch, den Faschismus als palingenetischen und populistischen Radikalnationalismus zu bestimmen, zu unspezifisch und lässt die exkludierende, meist rassistische Qualität des Faschismus vermissen. Die Elemente von Gewalt und Zwang gehörten aber zu den zentralen Definitionsmerkmalen des Faschismus. Der primär ideologiegeschichtliche Ansatz Griffins greift letztlich zu kurz und schließt wichtige Merkmale wie den Massenappeal, die charismatische Führerschaft, den Korporativismus oder ökonomische Triebkräfte aus. Sven Reichardt (2007)

## Schriften
- The Nature of Fascism. Pinter, London 1991; wieder Routledge, London 1993, ISBN 978-0415096614 (zuletzt 2015, ISBN 978-1138174085)
- (Hrsg.): Fascism. Oxford University Press, New York 1995
- (Hrsg.): International Fascism: Theories, Causes, and the New Consensus. Arnold, London 1998
- (Hrsg. mit Matthew Feldman): Fascism. 5 Bde. Routledge, London 2004
- (Hrsg.): Fascism, Totalitarianism and Political Religion. Routledge, London 2005
- (Hrsg. mit Werner Loh, Andreas Umland): Fascism Past and Present, West and East. Ibidem, Stuttgart 2006
- Fascism’s new faces (and new facelessness) in the „post-fascist“ period. In: Erwägen – Wissen – Ethik, 15. Jg., Nr. 3, 2004, S. 287–300 (Hauptartikel von Fascism Past and Present, West and East)
- Modernism and Fascism: The Sense of a Beginning under Mussolini and Hitler. Palgrave Macmillan, Basingstoke 2007[11]
- A Fascist Century. Essays. Hrsg. v. Matthew Feldman. Palgrave Macmillan, Basingstoke 2008, ISBN 0-230-20518-6
- „Lingua Quarti Imperii“. The euphemistic tradition of the extreme right, in Doublespeak. The rhetoric of the far right since 1945. Reihe: Explorations of the far right, 3. Hrsg. v. Matthew Feldman, Paul Jackson. Ibidem, Stuttgart 2014, ISBN 978-3-8382-0554-0, S. 39–61
- Fixing Solutions: Fascist Temporalities as Remedies for Liquid Modernity. In: Journal of Modern European History 13 (2015), Heft 1, 15–23. (Einführung in ein Forum zu Fascist Temporalities)
- Faschismus. Eine Einführung in die vergleichende Faschismusforschung (= Explorations of the Far Right, Band 7). Eingeleitet und übersetzt von Martin Kristoffer Hamre, ibidem-Verlag, Stuttgart 2020, ISBN 978-3-8382-1397-2.

## Weitere relevante Sammelbände
- Werner Loh und Wolfgang Wippermann (Hrsg.): „Faschismus“ – kontrovers. Stuttgart: Lucius & Lucius, 2002
- Cyprian Blamires (Hrsg.): World Fascism. A Historical Encyclopedia. 2 Bde. Santa Barbara: ABC-CLIO, 2006

## Beiträge in deutscher Sprache
- Faschismus in Europa. In: ZAG: Zeitschrift antirassistischer Gruppen, Nr. 16, 1995, S. 43–45
- Völkischer Nationalismus als Wegbereiter und Fortsetzer des Faschismus: Ein angelsächsischer Blick auf ein nicht nur deutsches Phänomen. In: Heiko Kauffmann, Helmut Kellershohn, Jobst Paul (Hrsg.): Völkische Bande. Dekadenz und Wiedergeburt – Analysen rechter Ideologie. Unrast, Münster 2005, ISBN 3-89771-737-9

### In deutscher Sprache
- Roger Griffin: Der umstrittene Begriff des Faschismus (Interview). In: DISS-Journal, Nr. 13, 2004, S. 10–13 (online);

### In englischer Sprache
- Roger Griffin: No Racism, thanks, we're British: A survey of organized and unorganized right-wing populism in contemporary Britain (Vortragsentwurf, Graz 2001; PDF; 23 kB)
- Roger Eatwell: The nature of „generic fascism“: The „fascist minimum“ and the „fascist matrix“. (Memento vom 2. September 2003 im Internet Archive) In: Uwe Backes (Hrsg.): Rechtsextreme Ideologien in Geschichte und Gegenwart. Böhlau, Köln 2002, S. 93–122 (deutsche Übersetzung)